# 1. deild kvinnur (2022)
W roku 2022 odbywa się 37. edycja 1. deild kvinnur Wysp Owczych – drugiej ligi piłki nożnej kobiet na Wyspach Owczych. W rozgrywkach bierze udział 9 klubów z całego archipelagu.

## Uczestnicy
| Uczestnicy 1. deild kvinnur 2021                                                                              | Uczestnicy 1. deild kvinnur 2021 | Uczestnicy 1. deild kvinnur 2021 | Uczestnicy 1. deild kvinnur 2021 |
| --- | -------------------------------- | -------------------------------- | -------------------------------- |
| HBII | HB II Tórshavn                   | Tórshavn                         | 1                                |
| ÍF | ÍF Fuglafjørður                  | Fuglafjørður                     | 3                                |
| NSÍII | NSÍ II Runavík                   | Runavík                          | 5                                |
| ESSII | EB/Streymur/Skála ÍF II          | Eiði / Streymnes / Skáli         | 6                                |
| VÍKII | Víkingur II Gøta                 | Norðragøta                       | 7                                |
| B36II | B36 II Tórshavn                  | Tórshavn                         | 8                                |
| KÍII | KÍ II Klaksvík                   | Klaksvík                         | 9                                |
| Nowi uczestnicy                                                                                               |                                  |                                  |                                  |
| AB | AB Argir                         | Argir                            |                                  |
| TFRII | TB/FCS/Royn II                   | Trongisvágur / Vágur / Hvalba    |                                  |
| Oznaczenia: - kolumna pierwsza – skróty nazw drużyn, - kolumna trzecia – miejsce zajęte w poprzednim sezonie. |                                  |                                  |                                  |

## Tabela ligowa
| Lp. | Drużyna                 | M | Z | R | P | Bramki | Bramki | Różn. | Pkt | Uwagi            |
| --- | ----------------------- | - | - | - | - | ------ | ------ | ----- | --- | ---------------- |
| 1   | AB Argir                | 1 | 1 | 0 | 0 | 3      | 2      | +1    | 3   |                  |
| 2   | B36 II Tórshavn         | 0 | 0 | 0 | 0 | 0      | 0      | 0     | 0   |                  |
| 2   | EB/Streymur/Skála ÍF II | 0 | 0 | 0 | 0 | 0      | 0      | 0     | 0   |                  |
| 2   | HB II Tórshavn          | 0 | 0 | 0 | 0 | 0      | 0      | 0     | 0   |                  |
| 2   | ÍF Fuglafjørður         | 0 | 0 | 0 | 0 | 0      | 0      | 0     | 0   |                  |
| 2   | NSÍ II Runavík          | 0 | 0 | 0 | 0 | 0      | 0      | 0     | 0   |                  |
| 2   | Víkingur II Gøta        | 0 | 0 | 0 | 0 | 0      | 0      | 0     | 0   |                  |
| 8   | KÍ II Klaksvík          | 1 | 0 | 0 | 1 | 2      | 3      | −1    | 0   |                  |
| 9   | TB/FCS/Royn II1         | 0 | 0 | 0 | 0 | 0      | 0      | 0     | 0   | Drużyna wycofana |

## Wyniki spotkań
| Gospodarz \ Gość        | AB  | B36II | ESSII | HBII | ÍF | KÍII | NSÍII | TFRII | VÍKII |
| AB Argir                |     |       |       |      |    |      |       |       |       |
| B36 II Tórshavn         |     |       |       |      |    |      |       |       |       |
| EB/Streymur/Skála ÍF II |     |       |       |      |    |      |       |       |       |
| HB II Tórshavn          |     |       |       |      |    |      |       |       |       |
| ÍF Fuglafjørður         |     |       |       |      |    |      |       |       |       |
| KÍ II Klaksvík          | 2:3 |       |       |      |    |      |       |       |       |
| NSÍ II Runavík          |     |       |       |      |    |      |       |       |       |
| TB/FCS/Royn II          |     |       |       |      |    |      |       |       |       |
| Víkingur II Gøta        |     |       |       |      |    |      |       |       |       |

Aktualne na 26 marca 2022. Źródło: FaroeSoccer.com
Objaśnienia:
1Drużyna gospodarzy jest wymieniona po lewej stronie tabeli.
Kolory: zielony – zwycięstwo gospodarzy, żółty – remis, różowy – zwycięstwo gości.